# 中国番茄曲叶病毒
中国番茄曲叶病毒（Tomato leaf curl China virus、ToLCCNV）是雙子病毒科菜豆金色花葉病毒屬的一種病毒，於2011年被發表，最早在中國廣西南寧的番茄中被發現，被感染的番茄有葉捲曲的症狀。此病毒可能是由越南番茄曲葉病毒（Tomato leaf curl Vietnam virus、ToLCVV）、古吉拉特番茄曲葉病毒（Tomato leaf curl Gujarat virus、ToLCGV）與另一病毒重組而來。此病毒中伴隨著一衛星DNAToLCCNB，與其造成的症狀有關，缺乏ToLCCNB時此病毒的感染不造成症狀。此病毒易與同屬的中國番茄黃化曲葉病毒（TYLCCV）相混淆。

## 相似病毒
- 中国番茄黄化曲叶病毒（Tomato yellow leaf curl China virus）
- 番茄黄化曲叶病毒（英语：Tomato yellow leaf curl virus）（TYLCV）
- 番茄曲叶病毒（Tomato leaf curl virus）